# Tractat de Gottorp
El Tractat de Gottorp fou firmat al castell de Gottorp a la ciutat de Slesvig el 1768 entre el rei Cristià VII de Dinamarca i la ciutat hanseàtica d'Hamburg.
Aquest tractat terminà segles de dissensions entre Dinamarca i la ciutat d'Hamburg, un litigi que va començar el 1584. Les cases de Holstein, Holstein-Glückstadt i Holstein-Gottorp van reconèixer la independència d'Hamburg com a ciutat imperial lliure.
S'ha pactat sobre un bescanvi de territoris considerable i una quitança considerables de deutes danesos vers la ciutat d'Hamburg. Hamburg va cedir 18 pobles als amts de Trittau i Reinbek amb el ducat de Holstein, que poc abans, el 1750 havia adquirit com a penyores i li exonerava una creença de 338.000 tàlers imperials. Eximia la casa real de Dinamarca d'un deute d'un milió de tàlers i l'escreix. En compensació, Hamburg rebé uns enclavaments holsteinencs: l'Schauenburger Hof i el Mühlenhof, les illes de l'Elba entre Billwerder, Waltershof i Finkenwerder, les masies del Veddel i de Grevenhof, els feus de Peute i Müggenburg i uns quants parcel·les i bancs de sorra més. Dinamarca cedí l'autoritat eclesiàstica sobre Eppendorf i baixava el peatge sobre el passatge de l'estret d'Øresund pels vaixells hanseàtics, una font de conflictes des que Eric VII de Dinamarca va instaurar-la el 1429. Hamburg va obtenir l'estatut de soci comercial més privilegiat per als negocis a Dinamarca i Noruega.
Els territoris a les illes de l'Elba, en aparença de poc valor al moment de la signatura del tractat, van adverar-se molt estratègics per al desenvolupament ulterior del port d'Hamburg des del segle xix, al desavantatge del Port d'Harburg Hanoverià, un dels seus competidors des de sempre.